# Saluggia
Saluggia település Olaszországban, Vercelli megyében. Lakosainak száma 3783 fő (2023. január 1.). Saluggia Cigliano, Crescentino, Lamporo, Livorno Ferraris, Torrazza Piemonte, Verolengo és Rondissone községekkel határos.

## Népesség
A település népességének változása:
| Lakosok száma | 4033 | 4030 | 3783 |
|               | 2017 | 2018 | 2023 |